# Twierdzenie Brouwera o punkcie stałym
Twierdzenie Brouwera o punkcie stałym:
Każde ciągłe odwzorowanie sympleksu {\displaystyle s} w siebie ma punkt stały.
Przez sympleks rozumie się tu sympleks domknięty, dowolnego, nieujemnego wymiaru (a więc niepusty).
n-wymiarowy sympleks standardowy zdefiniowany jest jako najmniejszy zbiór wypukły w {\displaystyle \mathbb {R} ^{n+1},} zawierający {\displaystyle n+1} punktów leżących na dodatnich półosiach współrzędnych, w odległości 1 od początku układu współrzędnych (inaczej: otoczkę wypukłą punktów o współrzędnej 1 ze wszystkich {\displaystyle n+1} osi). Inne sympleksy są obrazami standardowych przy odwzorowaniach afinicznych. Zresztą twierdzenie zachodzi dla każdej z przestrzeni topologicznych, homeomorficznej z jednym z sympleksów standardowych, np. dla kuli {\displaystyle \mathbb {D} ^{n}\subset \mathbb {R} ^{n}.} Takie przestrzenie nazywamy sympleksami topologicznymi.
Twierdzenie Brouwera pochodzi z 1910 roku i pojawiło się jako wynik rozważań Brouwera o piątym problemie Hilberta. Na początku sformułował je on tylko dla przestrzeni {\displaystyle \mathbb {R} ^{2},} ale szybko rozszerzył również w wyższe wymiary. Obecnie wiadomo również, że równoważne twierdzenia zostały udowodnione wcześniej przez łotewskiego matematyka Piersa Bohla w 1904 roku oraz francuskiego matematyka Henri Poincarégo w 1886 roku.
Twierdzenie Brouwera wynika z twierdzenia Lefschetza o punkcie stałym oraz jest szczególnym przypadkiem ogólniejszego twierdzenia Schaudera o punkcie stałym.

## Zastosowania
- Jeżeli {\displaystyle \mathbb {D} ^{n+1}} jest kulą jednostkową w {\displaystyle \mathbb {R} ^{n+1},} to jej powierzchnia (homeomorficzna ze sferą {\displaystyle \mathbb {S} ^{n}}) nie jest jej retraktem. Istotnie, gdyby istniała retrakcja {\displaystyle r:\mathbb {D} ^{n+1}\to \mathbb {S} ^{n},} to odwzorowanie {\displaystyle f:\mathbb {D} ^{n+1}\to \mathbb {D} ^{n+1}} takie, że {\displaystyle f(x)=-r(x)} nie miałoby punktów stałych wbrew twierdzeniu Brouwera. Jeśli {\displaystyle x\in \mathbb {S} ^{n},} to {\displaystyle x=r(x),} a więc {\displaystyle x\neq f(x).} Zaś gdy {\displaystyle x\in \mathbb {D} ^{n+1}\setminus \mathbb {S} ^{n},} to {\displaystyle x\neq f(x)} bo {\displaystyle f(x)\in \mathbb {S} ^{n}}[4].
- Żadna sfera {\displaystyle \mathbb {S} ^{n}} nie jest ściągalna. Istotnie, każdy różny od 0 punkt kuli {\displaystyle \mathbb {D} ^{n+1}} można jednoznacznie przedstawić w postaci {\displaystyle tx} dla pewnych {\displaystyle x\in \mathbb {S} ^{n}} oraz {\displaystyle t\in (0,1].} Gdyby istniała homotopia {\displaystyle h_{t}:\mathbb {S} ^{n}\to \mathbb {S} ^{n}} od identyczności {\displaystyle {\mathcal {i}}=h_{0}} do odwzorowania stałego, to przekształcenie {\displaystyle r:\mathbb {D} ^{n+1}\to \mathbb {D} ^{n+1},tx\mapsto h_{1-t}(x)} byłoby retrakcją kuli na jej powierzchnię[4].